# Augusta Air
Augusta Air war ein im Geschäftsflugverkehr fungierendes deutsches Luftfahrtunternehmen mit Sitz in Augsburg. Es handelte sich dabei um einen Schwesterbetrieb der Augsburg Air Service, das 1985 von Hans Schneider gegründet wurde.

## Flotte
Mit Stand Juli 2013 bestand die Flotte  der Augusta Air aus drei Flugzeugen des Typs Cessna Citation Excel. Dieser Flugzeugtyp wurde seit 2001 von Augusta Air eingesetzt. Augusta Air war 2003 die erste Fluggesellschaft, die sie gewerblich unterhielt. Die Baujahre der eingesetzten Flugzeuge lagen zwischen 2005 und 2007.